# Plévin
Plévin (bret. Plevin) – miejscowość i gmina we Francji, w regionie Bretania, w departamencie Côtes-d’Armor.
Według danych na rok 2020 gminę zamieszkiwało 750 osób, a gęstość zaludnienia wynosiła 27 osób/km² (wśród 1269 gmin Bretanii Plévin plasuje się na 676. miejscu pod względem liczby ludności, natomiast pod względem powierzchni na miejscu 334.).

## Geografia
Gmina położona jest w środkowej Bretanii, w regionie zwanym Kreiz Breizh. Jest częścią historycznego bretońskiego kraju Fisel.
Granicą gminy na północy jest potok Kerjean, na zachodzie potok Sterlenn, stanowi granicę z Motreff, jest także granicą departamentu pomiędzy Côtes-d'Armor i Finistère.
Terytorium gminy znajduje się na wysokości od 90 do 304 metrów nad poziomem morza. W południowej części znajduje się kilka szczytów należących do wschodniego krańca pasma Montagnes Noires: Minez Gliguéric, 304  m n.p.m. i Minez Zant Yann, 296  m n.p.m. Najwyższym punktem gminy jest Minez Gliguéric. Jest to zaokrąglone wzgórze zbudowane z piaskowca armoryckiego. Szczyt zajmują suche, mezofilne wrzosowiska z kolcolistem Ajonc de Le Gall i wrzosami.
W Plevinie krzyżują się drogi RD 83 (kierunek północ-południe, z Carhaix do Langonnet) z RD 85 (wschód–zachód, z Glomel i Paule do Spézet). Przez gminę przebiega również droga RD 3 prowadząca z Gourin i biegnąca na wschód w kierunku Glomel i Rostrenen.

Na północnym krańcu gminy znajduje się kanał Nantes do Brest, obecnie zamknięty dla żeglugi.

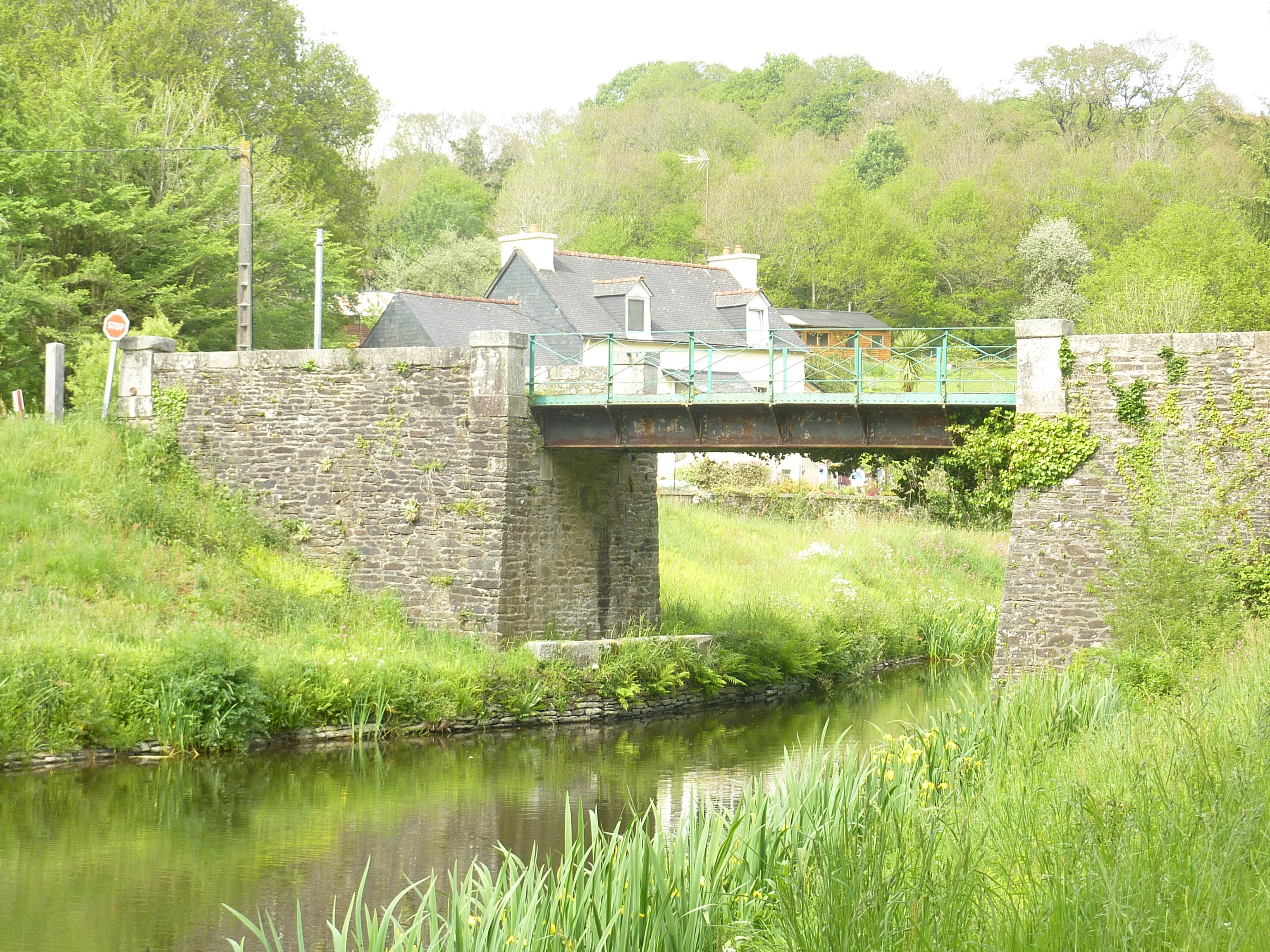
Kanał z Nantes do Brest: most Kervoulédic [Kervoulidig] pomiędzy Carhaix i Plévin
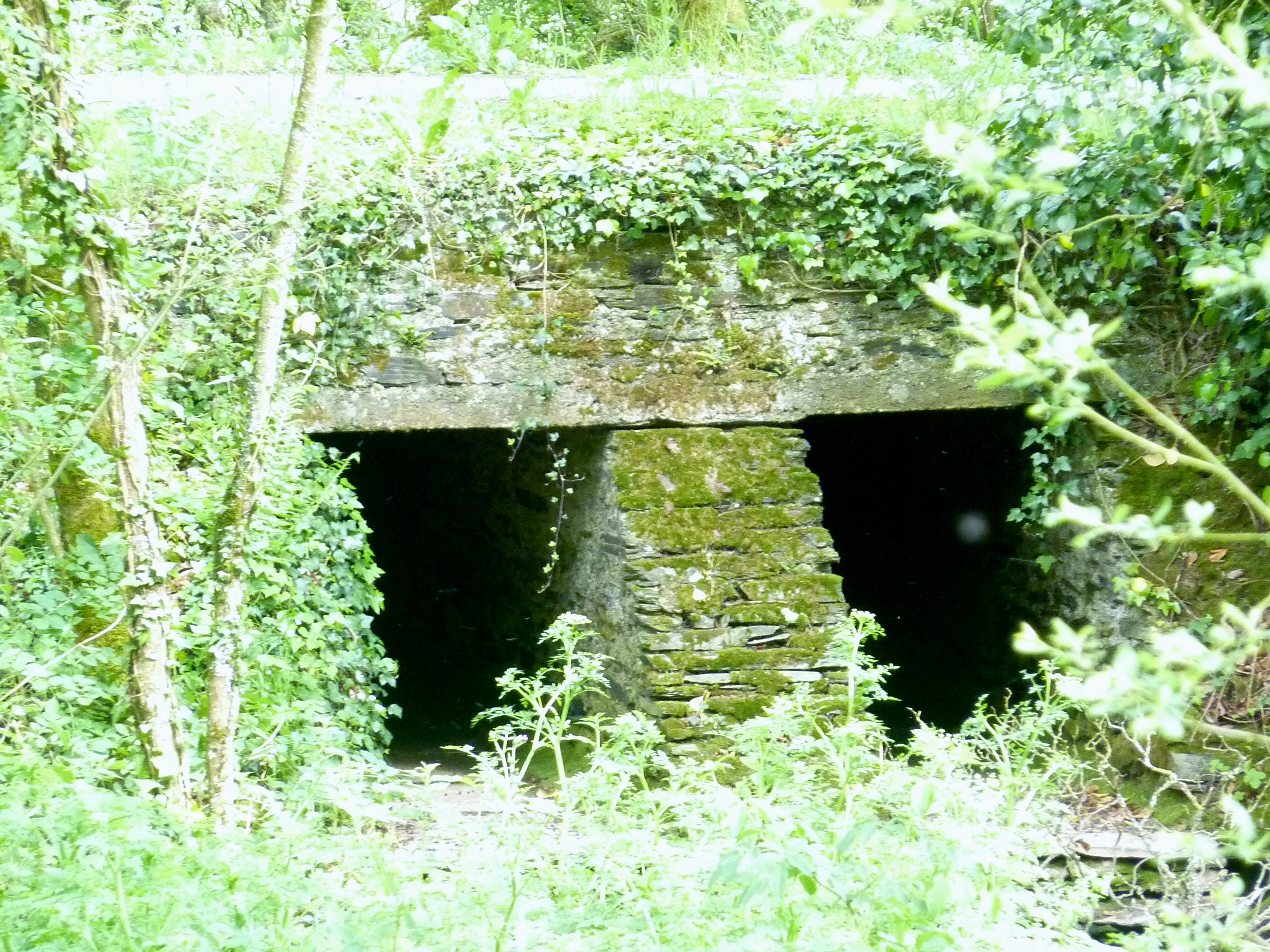
Stary most z płyt łupkowych nad strumieniem równoległym do kanału Nantes-Brest na południe od mostu Kervoulédic
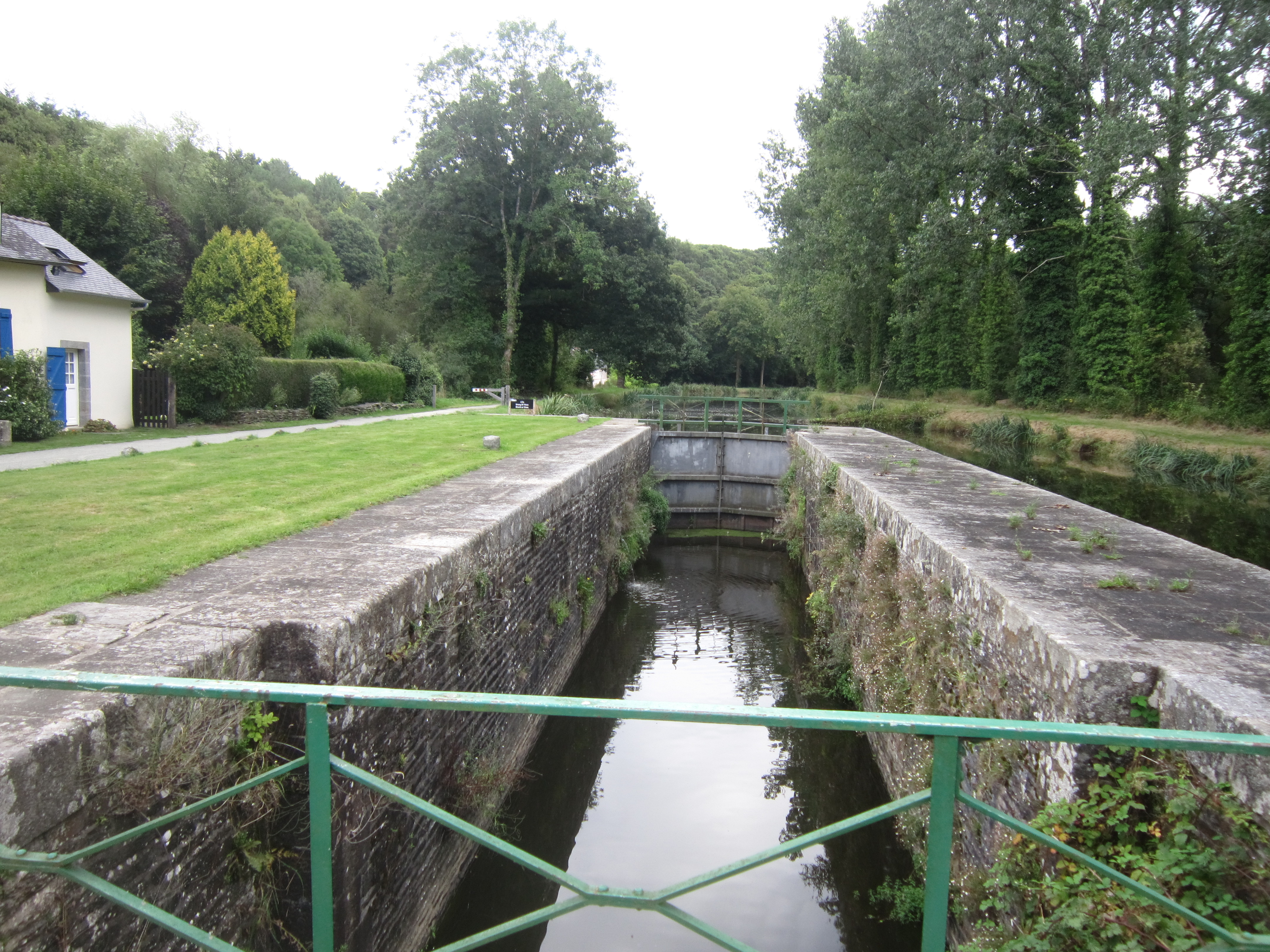
Kanał z Nantes do Brest: śluza nr 189 (Stang ar Vran) i GR 37 (ścieżka holownicza ).
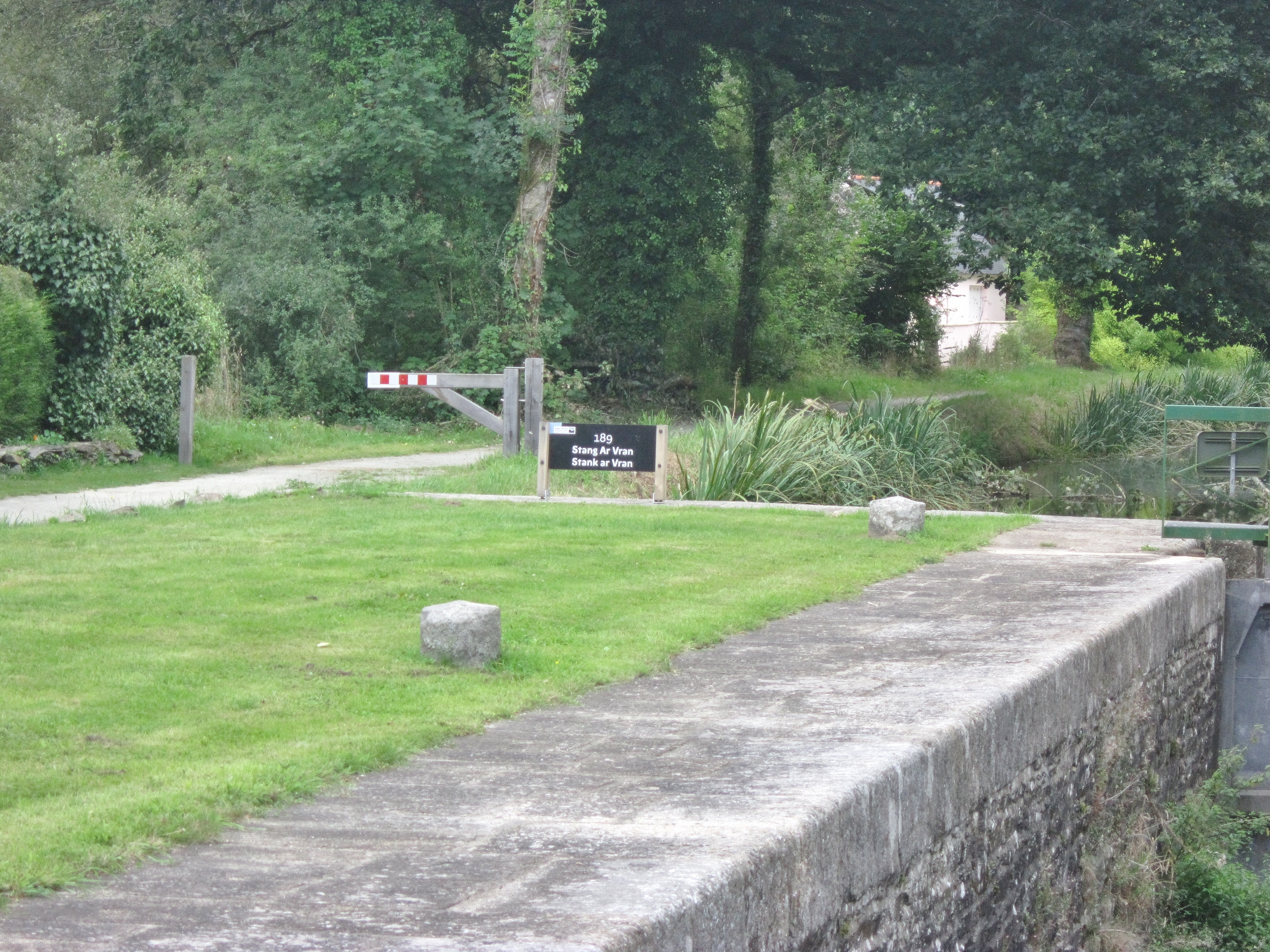
Kanał z Nantes do Brest: śluza nr 189 (Stang ar Vran) i GR 37 (ścieżka holownicza)..
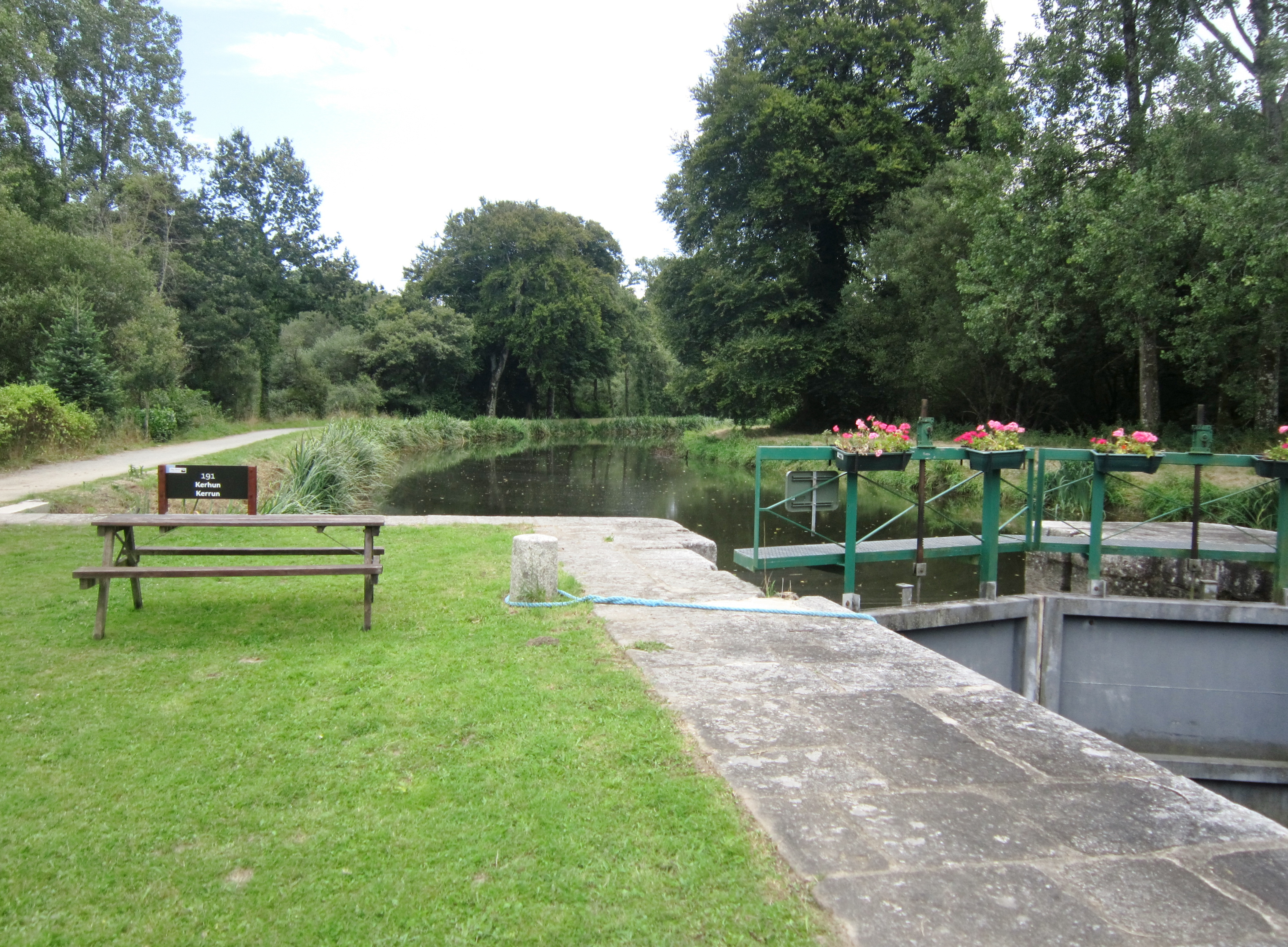
Kanał z Nantes do Brest: śluza nr 191 (Kerrun) i GR 37 (ścieżka holownicza).

## Klimat
W 2010 roku klimat został sklasyfikowany jako „klimat oceaniczny francuski”, zgodnie z Typologie climatique de 2010. Od 2020 r. gmina zaliczana jest do typu „klimat oceaniczny” w klasyfikacji ustanowionej przez Météo-France. Ten typ klimatu charakteryzuje się łagodnymi temperaturami i stosunkowo obfitymi opadami deszczu (w związku z zakłóceniami pochodzącymi od Atlantyku), rozłożonymi na cały rok z niewielkim maksimum od października do lutego.

## Typologia
Plevin jest gminą wiejską, zaliczany jest do gmin o niskiej lub bardzo niskiej gęstości zaludnienia w rozumieniu miejskiej sieci gęstości zaludnienia INSEE.

## Toponimia
Nazwa Plevin pochodzi od bretońskiego „ploe”, które oznaczało „wspólnota”, a następnie „parafia” i św. Ybena. Nazwę miejscowości potwierdzają formy Pleguin z około 1330  i 1368 roku, Plezvin w 1371 roku, Ploeizvin w 1394 roku, Ploeguin w 1535 r. i 1536 r., Ploevin w 1536 r. i 1599 roku.

## Historia

### Średniowiecze
Plevin był parafią w Armoryce. Rozległe terytorium obejmowało wówczas Motreff, Tréogan i Paule, według niektórych historyków również Glomel.
W pobliżu kaplicy Saint-Jean istniał klasztor, położony prawdopodobnie w pobliżu obecnej osady Kervern, zależnej od komandorii templariuszy z Quimper. Do tego klasztoru należał zapewne kamienny most, niewątpliwie pochodzenia rzymskiego, który zapewniał jego utrzymanie za opłatą, w pobliżu kaplicy Saint-Jean-Pontmen (po francusku „Saint-Jean-Pont-de-Pierre”). Inną nieistniejącą kaplicą jest kaplica Saint-Thuriau.
Hervé de Kerlouët brał udział w siódmej krucjacie w 1248 roku. W 1370 roku zamek Kerlouët należał do Yves’a Canaberta, pana Kerlouët.

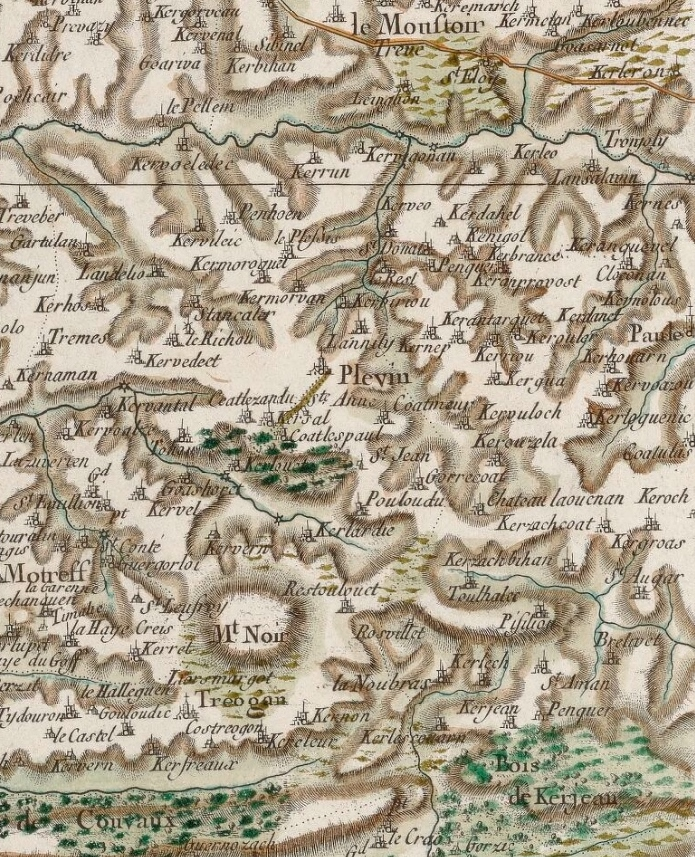
Cassini Plévin

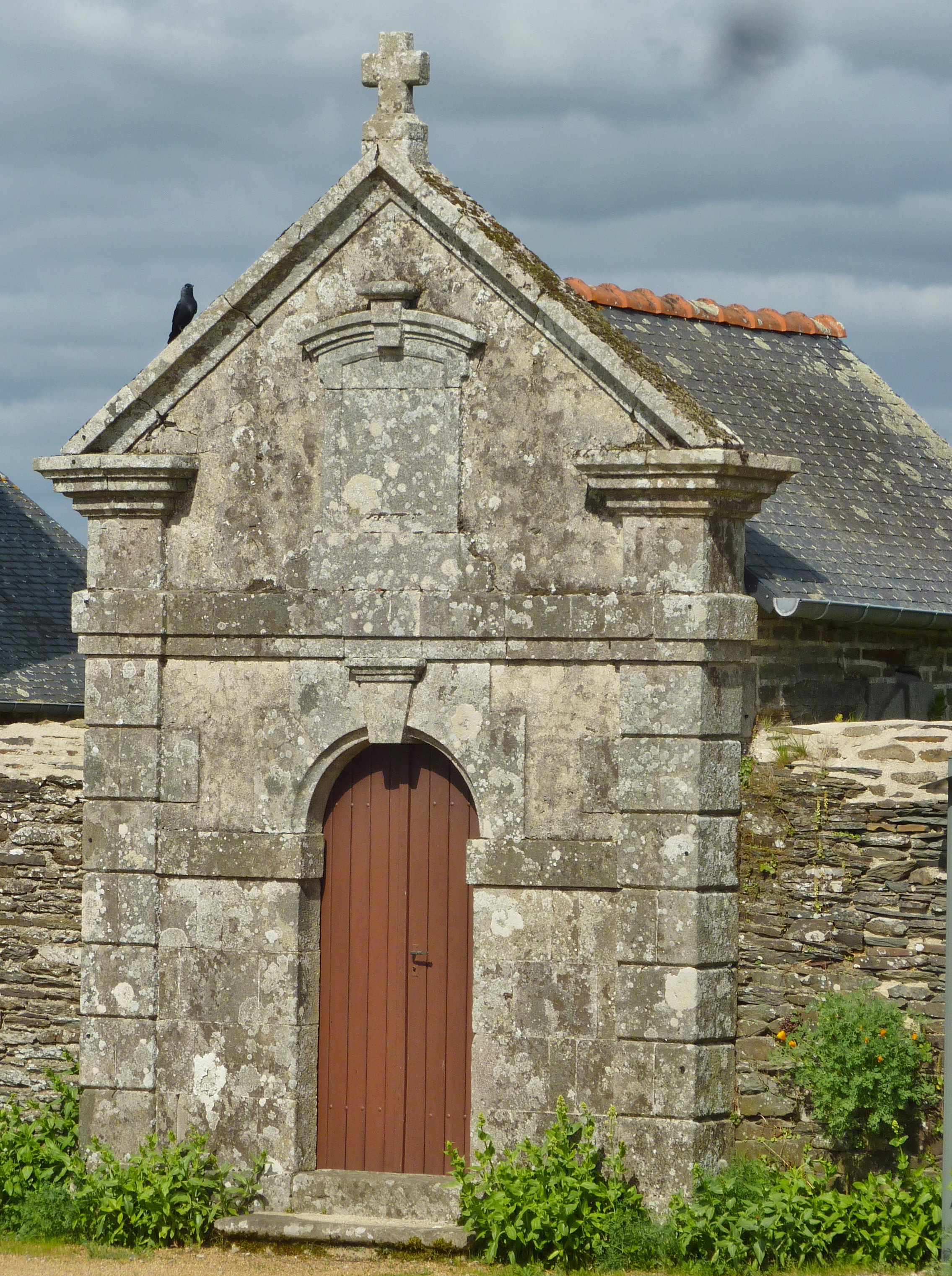
Oratorium ojca Julien Maunoir

### Czasy nowożytne
Parafia ta znana jest z wydarzeń związanych z buntem Czerwonych Czapek w 1675 roku. Częściowo został spalony zamek Kerlouët.
W 1714 roku Mauricette-Vincente de Canabert sprzedał Château de Kerlouët Pierre de Brilhac, pierwszemu prezydentowi parlamentu Bretanii.

#### XIX wiek
W 1844 roku na mocy zarządzenia utworzono gminę Tréogan, 16 sierpnia 1844 kosztem miasta Plévin, którego do tej pory było częścią.
W 1862 r. w Plévin istniała szkoła dla chłopców, w której uczyło się 21 uczniów i szkoła dla dziewcząt, liczyła 10 uczennic.

#### XX wiek
W 1905 roku zamek Kerlouët został opuszczony, nadal należał do potomków admirała i hrabiny Roquefeuil.

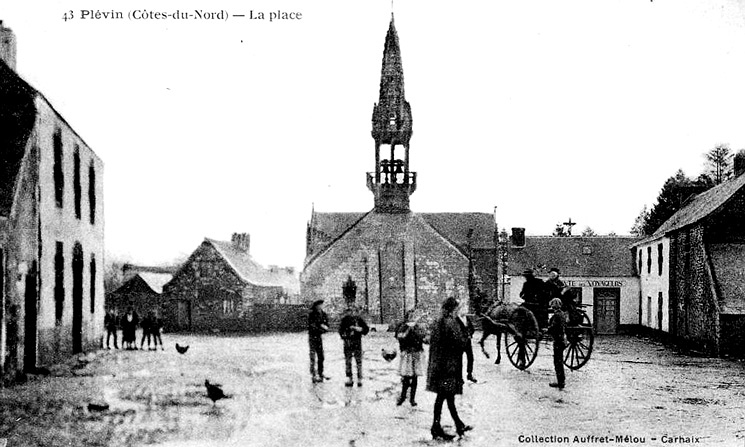
Centrum miasta Plévin na początku XX wieku (pocztówka).
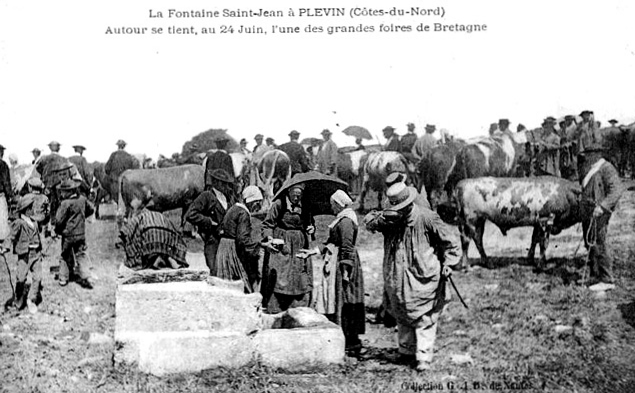
Plévin: jarmark w pobliżu fontanny Saint-Jean od dawna jest jednym z największych jarmarków w Bretanii.

W I wojnie światowej z Plévin brało udział wielu żołnierzy. Na pomniku wystawiony w centrum miejscowości wyryto 90 nazwisk żołnierzy, którzy zginęli za Francję ; wśród nich 6 (Louis Le Meler, Jean Le Cloarec i Joseph Huruguen w 1914; Jean Auffret i Joseph Chauvin w 1915; Jean Coléon w 1918) zginęło na froncie belgijskim; Jean Lozach, kwatermistrz, zginął podczas zatonięcia Admiral Charner w 1916 roku; Joseph Le Borgne zmarł w niewoli w Niemczech; wszyscy pozostali zginęli na ziemi francuskiej.
Na pomniku wojennym w Plévin widnieją również nazwiska 22 osób, które zginęły podczas II wojny światowej.
Dwóch żołnierzy z Plévin zginęło za Francję podczas wojny algierskiej.

## Zabytki
- Kościół parafialny Notre-Dame, zbudowany przez Ernesta Le Guerranica, kalwaria która prawdopodobnie pochodzi z XVI wieku.
- Ołtarz główny kościoła Notre-Dame w Plévin
- Kielich mszalny z kościoła Notre-Dame w Plévin
- Krucyfiks z kościoła Notre-Dame w Plévin
- Kalwaria w Plévin
- Kaplica Saint-Jean
- Kaplica Saint-Abibon (wpisana do rejestru zabytków) i fontanna Saint-Diboan. W kaplicy znajduje się figura Vierge à l'Enfant de Plévin, uznana za monument historique.
- Krucyfiks z kaplicy Saint-Abibon w Plévin

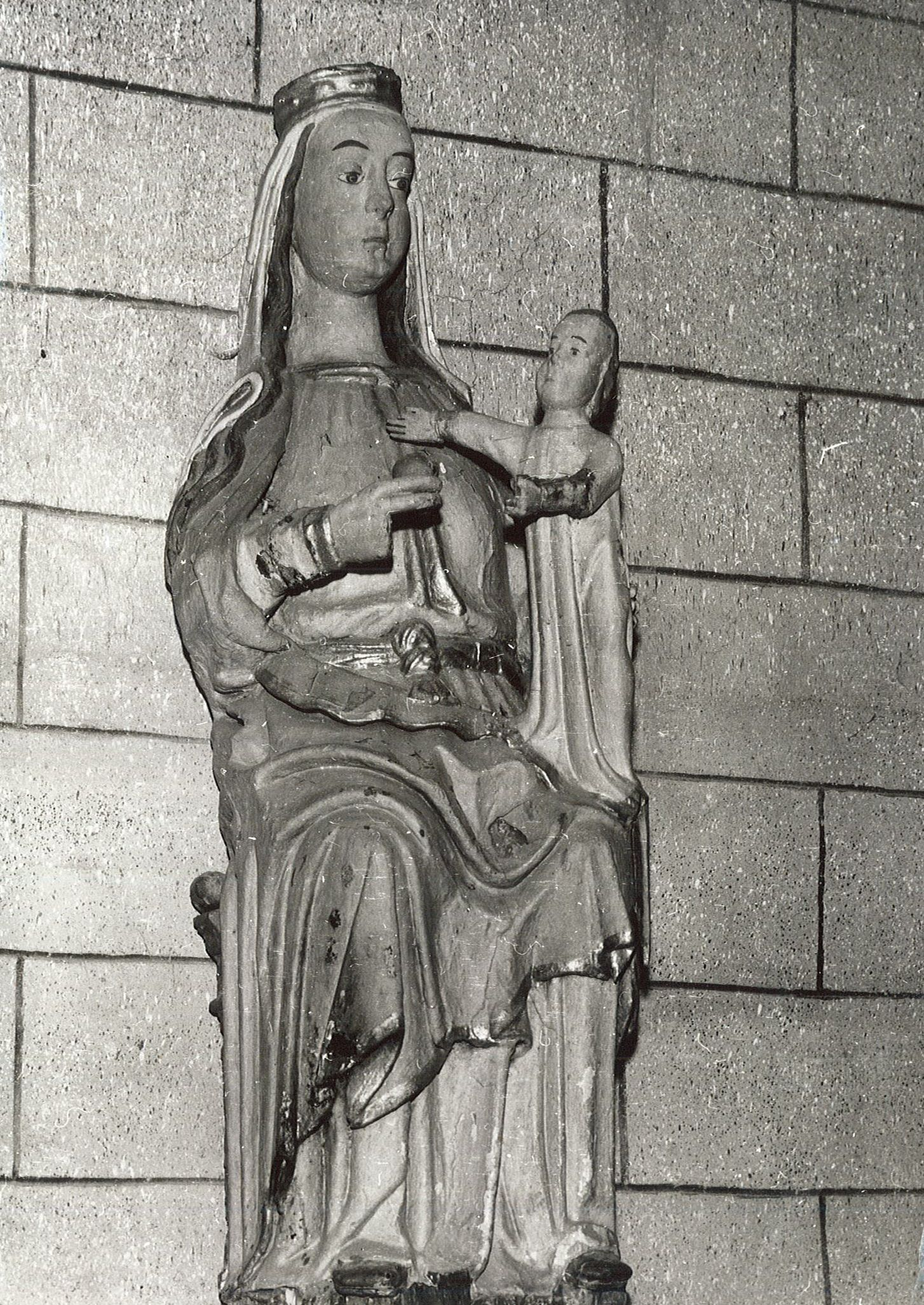
Plévin Chapelle Saint-Abibon Matka Boska z dzieckiem

- Rzeźba św. Abibona
- Kaplica Sainte-Anne
- Oratorium ojca Julien Maunoir
- Dom w Landeillau
- Dwór w Kerlouët
- Młyn w Kervern
- Dom w Rechou
- Dom w Kerlouet
- Dom w Kérantal
- Dom w Kerveillec 5
- Dom w Le Quinquis 3
- Kamieniołom łupków Ménez-Trémez
- Kamieniołom łupków Pont Tohou
- Kopalnia łupków Kervédeit
- Kopalnia łupków Gonervan
- Kopalnia łupków Kérantal
- Kopalnia łupków Tohou
- Świecznik wotywny
- Figura ojca Maunoira
- Rzeźba św. Jerzego
- Rzeźba św. BrandanaPlévin Chapelle Saint-Abibon Matka Boska z dzieckiem

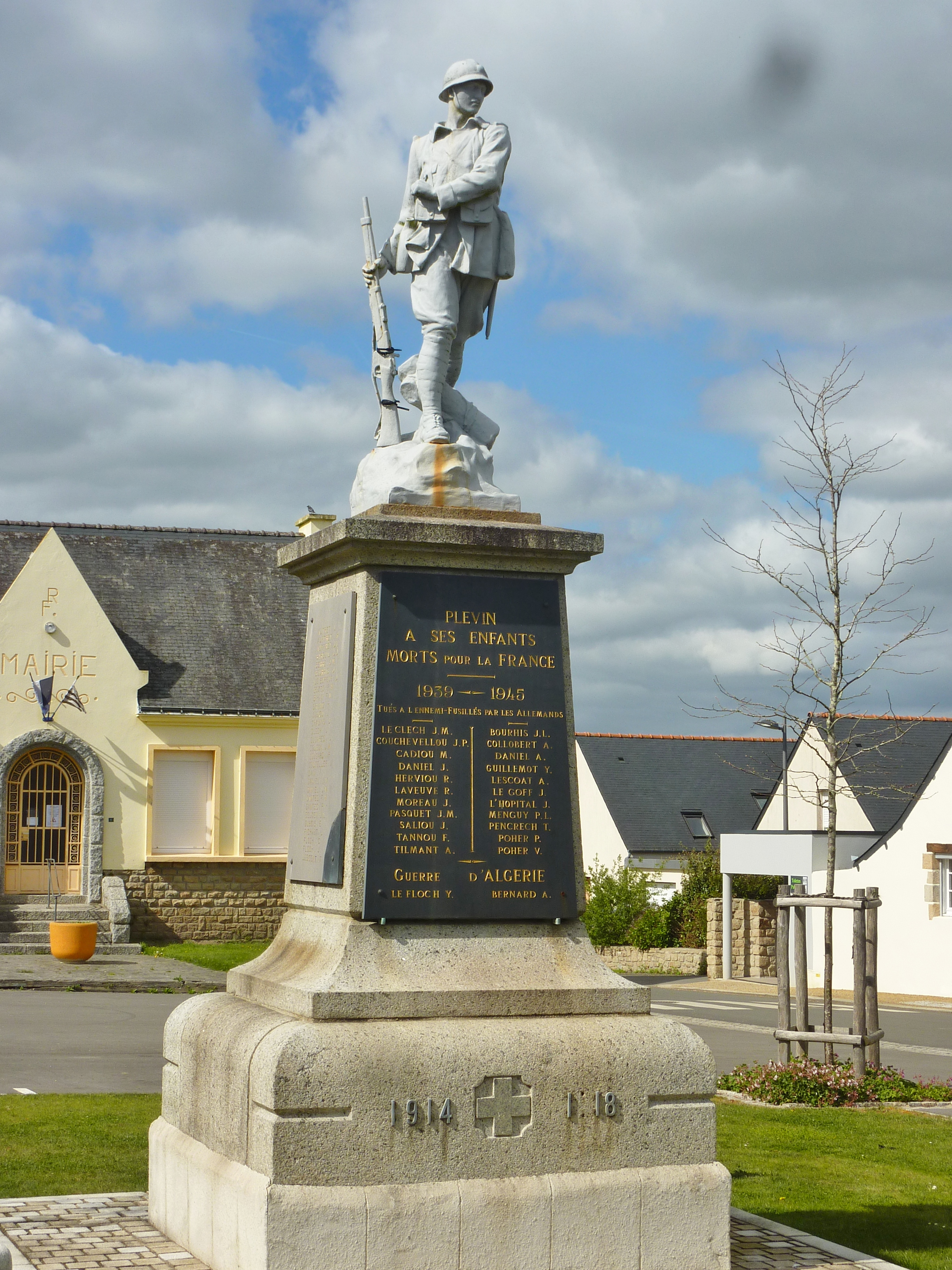
Pomnik Plévin